# Мокротин
Мокро́тин —село в Україні, у Жовківській міській громаді Львівського району Львівської області. Орган місцевого самоврядування — Жовківська міська рада. Населення становить 804 осіб.

## Історія
Село Мокротин вперше згадується в історичних документах за 1398 рік. Навколо села є мокрі, заболочені місця, звідси, вважають, і походить його назва.
Село Мокротин належало до Жовківського повіту, та розташоване за 5 км на південний захід від Жовкви. На заході розташоване село Поляни, на півночі — Нова Скварява та Стара Скварява, на сході — Мацошин та Візенберг, на півдні — Зарудці (Львівський повіт). Води з переважної частини території села забирає річка Свиня, яка пливе вздовж північного кордону села з заходу на схід. З південно-східної частини села пливе декілька малих потічків на пд.-сх. і впадають до річки Куликівки. По середині території села лежить сільська забудова, на північний схід від неї присілок Тернів, а на півночі —  німецька колонія Мокротин. У західній частині лежать частини села Городиська і Удрики. У південній частині території села підноситься найвище узгір'я, висотою до 355 м.
В 1880 році було 1344 жителі в гміні, 19 на території двору та 157 в німецькій колонії (більшість греко-католицького обряду, за винятком 180 римо-католиків). Парафія римо-католицька була в Жовкві. Парафія греко-католицька була в селі (Жовківський деканат, Перемиська дієцезія). До парафії належали Поляни і Майдан. В селі була філіальна школа. Давніше тут була стара дерев'яна церква Св. Кузьми і Дем'яна, розміщена в гарному місці на узгір'ї. Так як була дуже стара, вирішено було збудувати на її місці нову. В 1874 році, коли вже було практично закінчено побудову нової церкви, пожежа знищила 30 квітня 1874 року нову і разом з нею стару церкву, яка все ще стояла поруч. Пізніше збудовано малу капличку, у якій правилась Служба Божа. Тут також була мурована римо-католицька капличка.
За часів Речі Посполитої належало село до королівської власності, до Мервицької держави, у Львівській землі. В люстрації з 1662 року (Рук. Осолінеум № 2834, стр. 102) можна прочитати: «Це село на 7 ланах здавна посаджене. Підданих перед війною було 50. Тепер підданих, які на півчвертях сидять 28… Млинів є 2 на річці Свинею названій, кожен з них дає в рік по 40 злотих, з корчмою разом 80 злотих… Руда або Гута в цьому селі була, у якій залізо плавили. Доходи з неї бували такі, що кожного тижня власнику давали по 12 снопів заліза, кожен сніп по 3 злотих. Тепер ця Руда власником Крехова ясновельможним паном Сапігою, знищена і спалена, користі з неї ніякої немає…». Близько 1790 року поселено тут німецьких колоністів з Надрейнського палатинату і закладено колонію «Deutsch Mokrotyn». Колоністи насадили в Мокротині багато ревеню, однак уряд заборонив його вирощування. В межах Мокротина, на ниві «Могили», були колись численні могили, тепер практично повністю заорані. А на теперішній час у селі масово зменшилось населення та потроху сама природа нагадує про минуле села. У селі навіть є багато цікавих планів будинків, тобто у Мокротинні є гора, а на тій горі живуть люди і там же мають худобу і хати. Здавна вважали що головним у селі був рід Кобилецьких і походив він з Німеччини.
12 червня 2020 року, відповідно до розпорядження Кабінету Міністрів України № 718-р «Про визначення адміністративних центрів та затвердження територій територіальних громад Львівської області», село увійшло до складу Жовківської міської громади.
19 липня 2020 року, в результаті адміністративно-територіальної реформи та ліквідації Жовківського району, село увійшло до складу новоствореного Львівського району.

## Географія
Розташування
Майже вся територія села Мокротин лежить на височині Розточчя, що є складовою частиною Поділля. Природний район або регіон Розточчя тягнеться від Львова до Рави-Руської, і далі в Польщу, та поділяється на декілька підрайонів. Мокротин повністю входить в підрайон Львівське Розточчя, що є найпівденнішим, найвищим і найбільш розчленованим на височині. На крайньому сході, в урочищі Середнє, у межі села входить невеликою «затокою» рівнина Мале Полісся, а точніше її підрайон — Пасмове Побужжя. Він є нетиповим для Малого Полісся, оскільки складається з шести пасом, що паралельно тягнуться один до одного з заходу на схід і чітко виражені в рельєфі, у порівнянні з цілою рівниною, яка практично вся є плоскою. Біля Мокротина розпочинається друге з півночі, Куликівське пасмо, довжиною близько 40 км, що закінчується на території Буського району.
По північній межі села протікає р. Свиня (одна з найбільших в Жовківському районі), що бере початок в с. Нова Скварява та впадає в р. Рату, біля с. Волиця Сокальського району. Недалеко від Копанки починається р. Думниця, що протікаючи через Куликів вже на території Буського району впадає в річку Полтву.
Рельєф та геологія. (незакінчений)
Територія села Мокротин майже повністю знаходиться в межах природного підрайону — Львівське Розточчя. Сам підрайон в свою чергу поділяється на декілька природних мікрорайонів. Більша частина села лежить в природному мікрорайоні Мокротинська улоговина, що є досить низькою і плоскою в порівнянні з іншими складовими Розточчя. Абсолютні висоти тут не перевищують 290—300 м, а відносні — 25-30 м.
Улоговина являє собою зниження, зайняте головно долинами р. Свині та її правих приток, розділеними лесовими мініпасмами, що на подобі пасом Побужжя відходять від краю Розточчя в східному і північно-східному напрямках. Висота пасом невелика, здебільшого 20-40 м над рівнем долини р. Свині. Ширина цих піднять змінюється від 350 до 750 м, довжина — від 1 до 3,5 км. Складені пасма лесовими породами потужністю до 25 м. На таких мініпасмах розташовані села Тернів і Відродження, вулиці Хоробрівка, Свинна, Лозинка, частина Кута. По західних і південних окраїнах села простягається другий мікрорайон Львівського Розточчя — Скварявське підняття
Найвищою точкою в межах села є гора, що на радянських топографічних картах носить назву «Чорна». Її абсолютна висота 355,0 м. Знаходиться вона на високому пасмі, що розпочинається біля сільської церкви і простягається на схід до села Мервичі.
Найнижча точка має абсолютну висоту — 241,7 м. Розташована вона в руслі річки Свиня, на північному сході Відродження (Мокротин-Колонія) при виході її за межі території Мокротина. Таким чином різниця висот в межах села становить 113,3 м.
Складовими частинами села є вулиці Хоробрівка, Кут і Лозинка. Окремо виділяють присілки Журі, що лежать на захід від села; Тернів і Свинна — на північ; Відродження (Мокротин-Колонія) — на сході; Копанка — на півдні. Тернів завжди виступав як окреме поселення. Наприкінці XVIII століття. на північний схід від Мокоротина виникло німецьке поселення Дойч-Мокротин або Мокротин-Колонія. На межі XIX і ХХ століть почали розрізняти ще такі присілки: Журі, Скіри, Копанка, Підбучки, Стриги, Кичері, Городиска, Городжена, Діброва. В середині ХХ століття на радянських картах виділяють такі присілки села: Журі-Скіри (Журі), Копанка, Завадки (Свинна), Відродження (Мокротин-Колонія).

## Пам'ятки
- За гора (Загора) — ентомологічний заказник місцевого значення.
- Журі — заповідне урочище